# Герб Мірандели
Ге́рб Міранде́ли — офіційний символ міста Мірандела, Португалія. Використовується як територіальний герб. У чорному щиті срібний замок із трьома баштами, червоними вікнами і брамою. Обабіч нього дві зелені оливкові гілки із плодами, перев'язані в основі червоною стрічкою. Внизу щита срібний аркадний міст, що стоїть на річці з п'яти хвилястих смуг, синіх і срібних. Щит увінчує срібна мурована міська корона з п'ятьма вежами. Внизу ланцюг із зіркою Ордена Вежі й Меча.
Під щитом біла стрічка, на якій великими літерами напис португальською: «cidade de Mirandela» (місто Мірандела).  Офіційно затверджений 14 червня 1986 року. Створений на основі попереднього містечкового герба, ухваленого 27 квітня 1935 року.

## Галерея

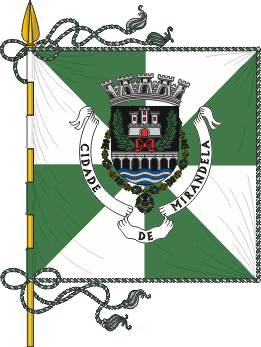
Прапор